# 브림스톤 (영화)
브림스톤(Brimstone)은 영국에서 제작된 마틴 쿨호벤 감독의 2016년 미스터리, 스릴러, 서부 영화이다. 가이 피어스 등이 주연으로 출연하였다.

## 출연

### 주연
- 가이 피어스
- 다코타 패닝
- 키트 해링턴
- 캐리스 밴 허슨

### 조연
- 폴 앤더슨
- 카를라 주리
- 에밀리아 존스
- 나오미 배트릭
- 저스틴 샐링거
- 잭 로스
- 피터 브랭큰스타인
- 단 반 후센

## 제작진
- 원작자: 마틴 쿨호벤
- 분장: 린데트 반 님베건
- 헤어: 린데트 반 님베건